# U-Bahn-Station Schottentor
Schottentor is een metrostation in het district Innere Stadt van de Oostenrijkse hoofdstad Wenen. Het station werd geopend op 30 augustus 1980 en wordt bediend door lijn U2. 

## Geschiedenis
Het OV-knooppunt ligt ongeveer 100 meter ten noorden van de plaats waar tot 1860 de Schottentor, een van de twee stadspoorten in het noordelijke deel van de Weense stadsmuur, stond. Het is een druk OV-punt door 10 tramlijnen en 2 buslijnen die hier naast de universiteit hun haltes hebben. In 1961 werden, tijdens het burgemeesterschap van Franz Jonas, voor de vele tramlijnen twee eindlussen boven elkaar gebouwd. Door de vorm en de verdiepte ligging kregen ze de bijnaam Jonas Reindl (nl:De steelpan van Jonas).
In 1966 werd iets westelijker de Lastenstraßetunnel geopend waardoor trams ondergronds naar de Karlsplatz konden rijden en er zodoende meer ruimte kwam voor het bovengrondse autoverkeer. Op 26 januari 1968 werd besloten tot de aanleg van een metronet met onder meer een metrostation op 14 meter diepte onder de Maria Theresien Straße vlak naast de eindlussen. In de nadere uitwerking van het metronet, de U-Bahn-Netzvariante M uit 1970, was het station onderdeel van lijn U4A die bij Schottenring zou aftakken van de U4 en bij de Frankhplatz de verlengde en tot U2 omgebouwde Lastenstraßetunnel zou kruisen. De wens van de Wiener Linien om een ringlijn rond het centrum te realiseren leidde tot een aansluiting van de Lastenstraßetunnel op de zijtak van de U4 zonder dat er toen een station bij de Frankhplatz gebouwd werd en de trajecten ten noorden en westen daarvan werden evenmin aangelegd. 
De verbindingstunnels tussen Schottentor en de Lastenstraßetunnel liggen onder de tramlussen en maken een vrij scherpe bocht bij de voormalige inrit van de Lastenstraßetunnel. Schottentor werd geopend als station aan de U2 tussen Karlsplatz en Schottenring, in verband met de ligging bij de universiteit is de toevoeging Universität op de naamborden geplaatst. 

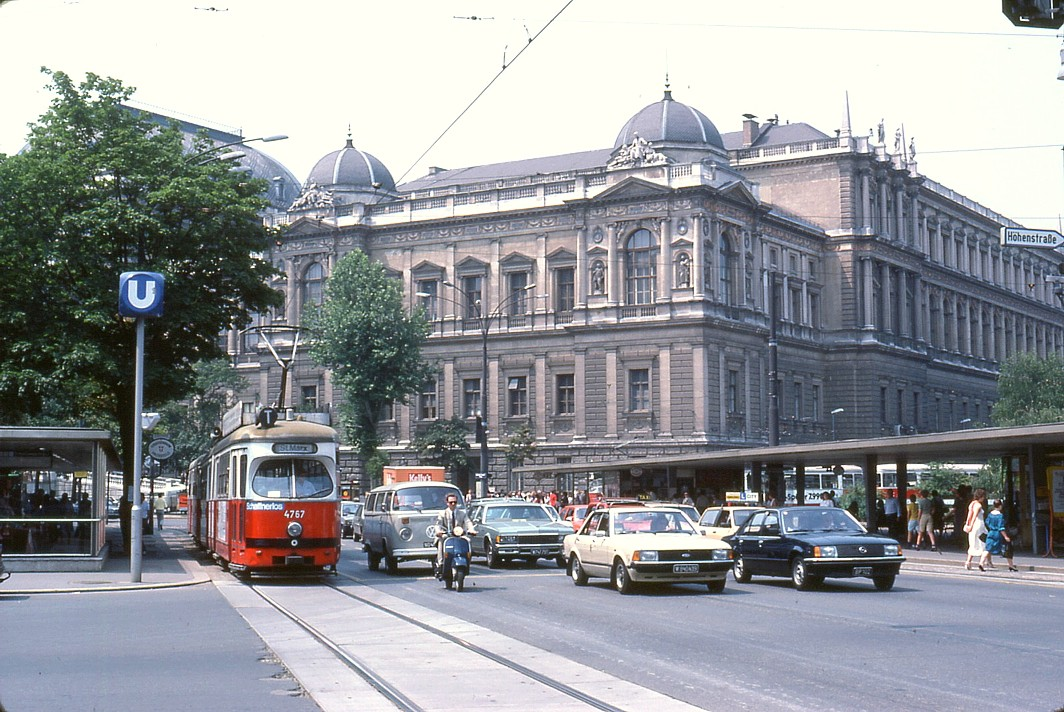
De tramhalte aan de Ringstraße.
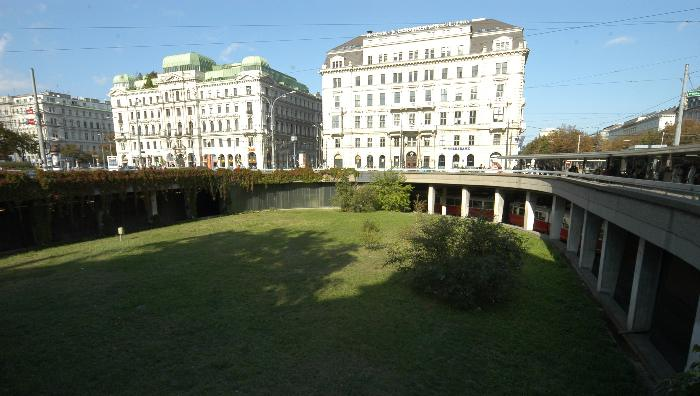
De Jonasreindl.

## Ligging en inrichting
Het metrostation kent toegangen aan beide uiteinden van het eilandperron, de oostelijke toegang ligt in de Hohenstaufengasse, de westelijke sluit direct aan op de Schottenpassage met diverse winkels en voorzieningen langs de onderste eindlus van de trams. Reizigers kunnen tussen de Schottenpassage en het perron gebruikmaken van drie roltrappen en een lift, aan de oostkant zijn er een vaste trap en een roltrap. De onderste tramlus wordt gebruikt door de lijnen 37, 38, 40, 41 en 42 die via de Währinger Straße van en naar bestemmingen in het noorden en noordwesten van de stad rijden. De bovenste tramlus wordt gebruikt als eindlus van de lijnen 43 en 44 die door de Universitätsstraße rijden. Naast deze tramlijnen stoppen ook tram D, 1 en 71, die over de Ringstraße rijden bij het station. De bushalte van buslijn 40A ligt in Hohenstaufengasse, die van lijn 1A binnen de Ringstraße in Schottengasse.

## Linienkreuz U2/U5
In 2014 werd een geheel nieuwe zuidtak voor de U2 werd voorgesteld, deze wordt bij Rathaus onder de Lastenstraßetunnel gelegd. Hierdoor komt er alsnog een verlenging van de Lastenstraßetunnel naar het noorden en een station bij de Frankhplatz waarmee de druk op station Schottentor verminderd moet worden. De U2 wordt echter niet naar het westen maar naar het zuidwesten verlengd terwijl de  Lastenstraßetunnel wordt omgebouwd tot U5, de eerste automatische metro van Wenen. Om dit te realiseren werden de U2 stations Rathaus, Volkstheater, Museumsquartier en Karlsplatz op 28 mei 2021 voor drie jaar gesloten. U2 werd toen drie dagen stilgelegd tussen Praterstern en Karlsplatz om het station Schottentor aan te passen voor de functie van eindpunt. De stations in de Lastenstraßetunnel zijn geheel opgeknapt en voorzien van perrondeuren in verband met de komst van de automatische metrostellen. Schottentor deed tot 6 december 2024 dienst als westelijke eindpunt van lijn U2. Sindsdien rijdt de U2, in afwachting van de opening van de U5, weer door de Lastenstraßetunnel van en naar Karlsplatz.   

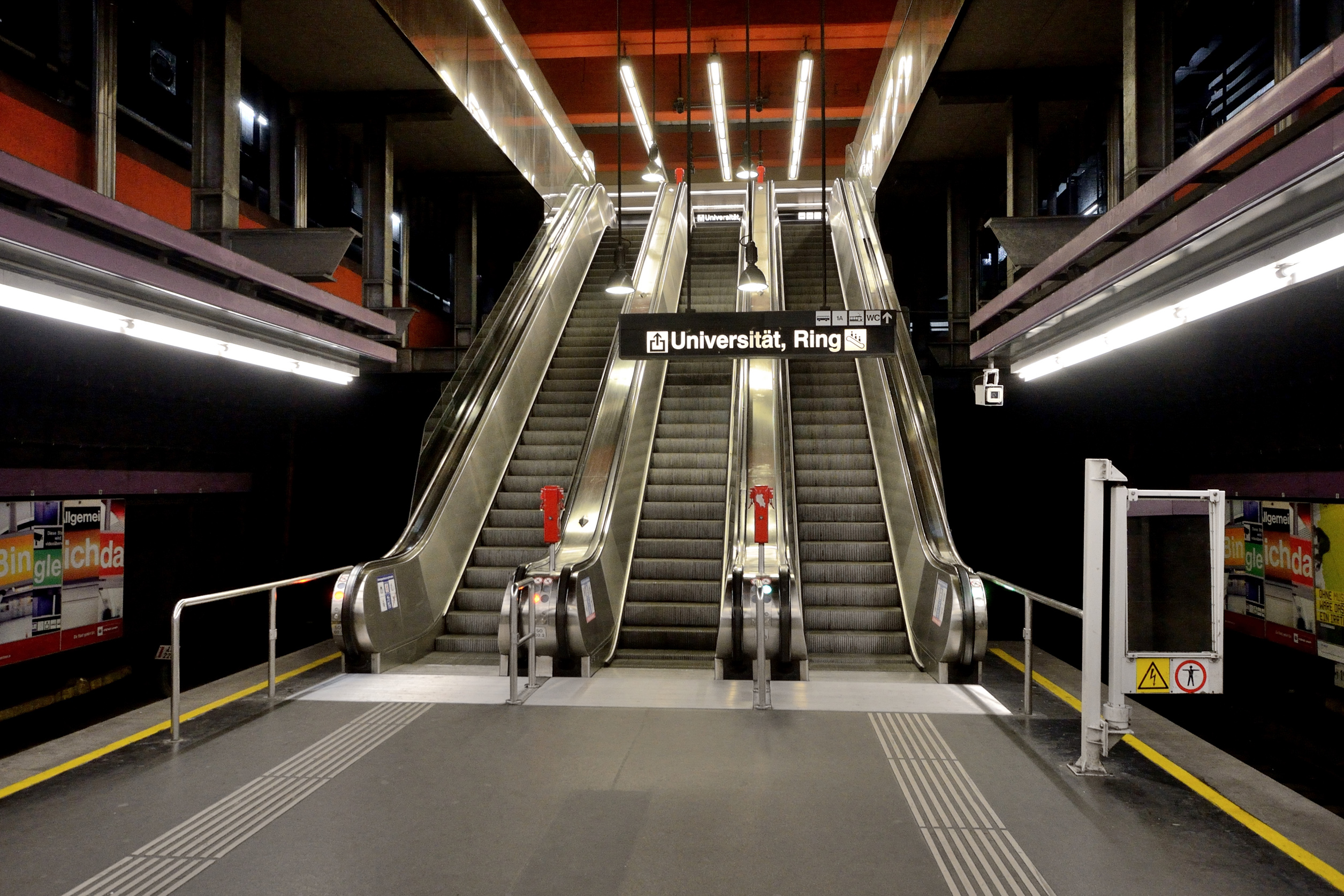
De roltrapgroep aan de westkant.
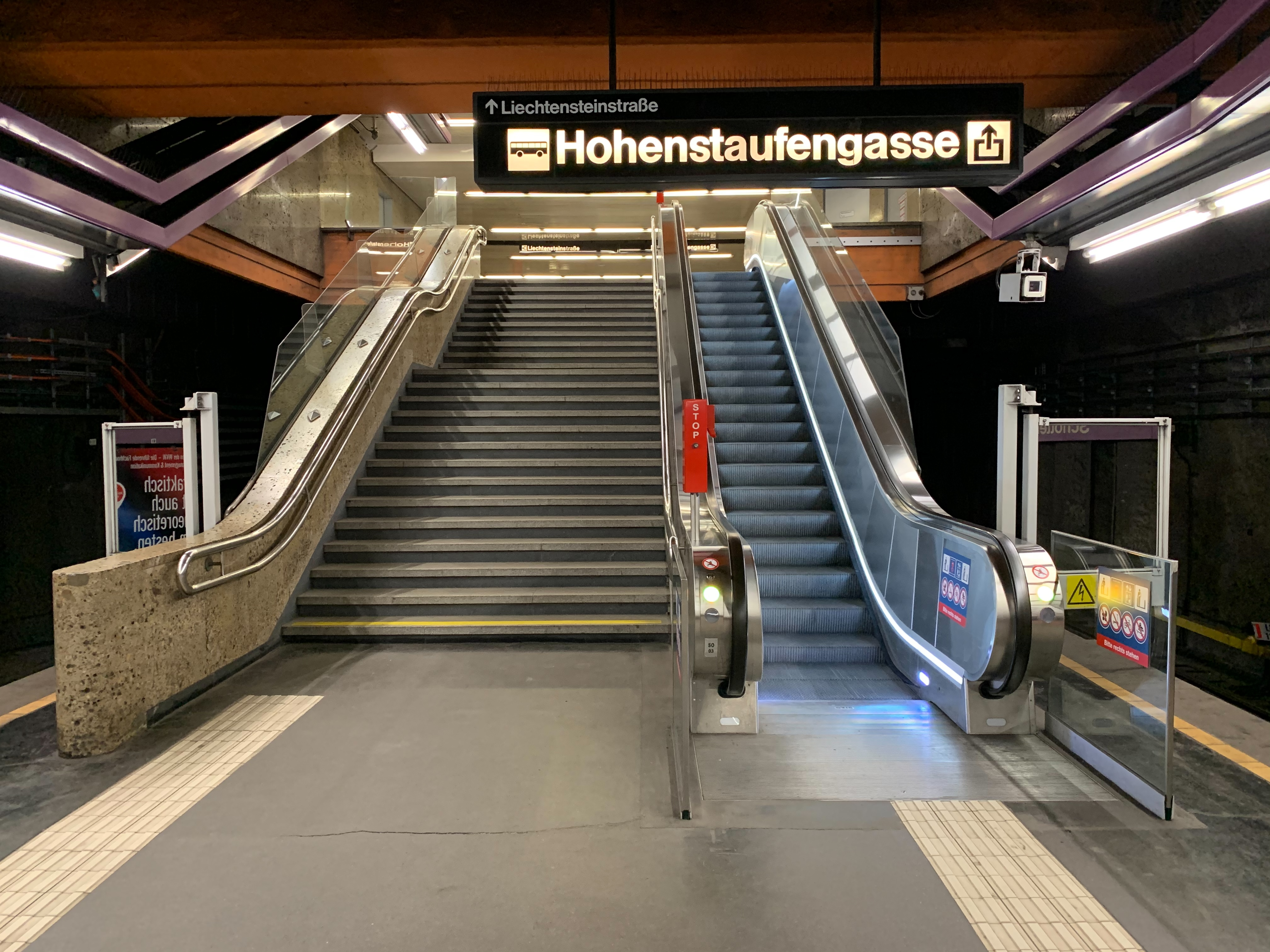
trap en roltrap aan de oostkant.
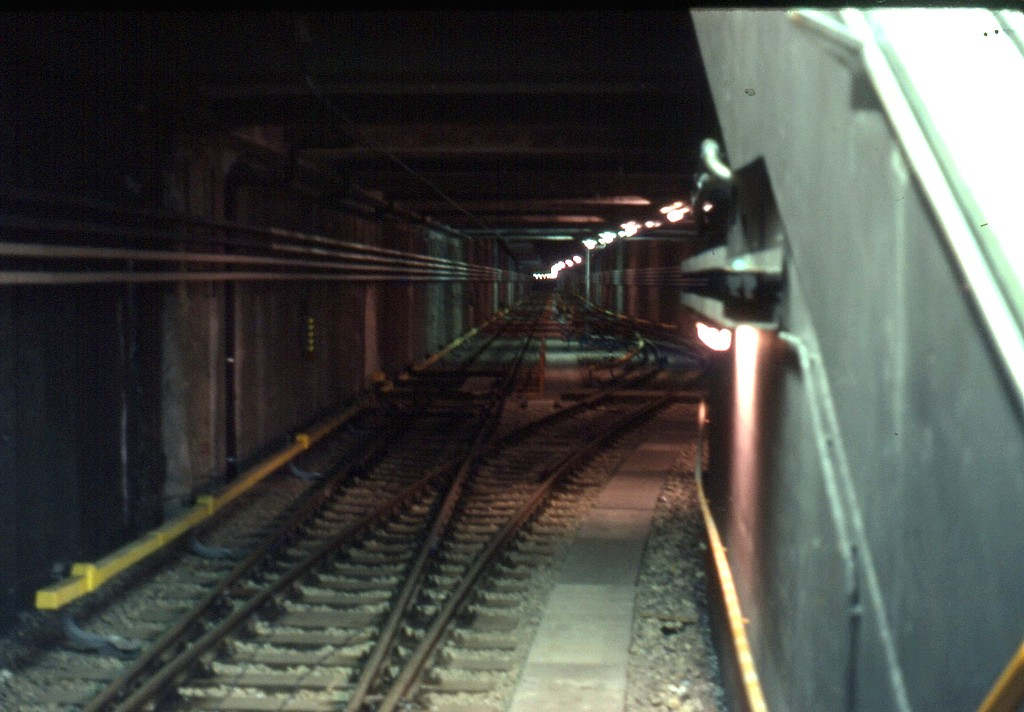
De tunnel naar het oosten.